# 타운즈빌 엔터테인먼트 앤드 컨벤션 센터
타운즈빌 엔터테인먼트 앤드 컨벤션 센터(Townsville Entertainment and Convention Centre)는 오스트레일리아 퀸즐랜드주 타운즈빌에 위치한 실내 경기장이다. 과거 NBL 타운즈빌 크로커다일스의 홈 경기장으로 사용되고 있다.